# Секеркі (Сім'ятицький повіт)
Секеркі (пол. Siekierki) — село в Польщі, у гміні Дорогичин Сім'ятицького повіту Підляського воєводства.
Населення — 88 осіб (2011).
У 1975-1998 роках село належало до Білостоцького воєводства.

## Демографія
Демографічна структура станом на 31 березня 2011 року:
|          | Загалом | Допрацездатний вік | Працездатний вік | Постпрацездатний вік |
| -------- | ------- | ------------------ | ---------------- | -------------------- |
| Чоловіки | 48      | 11                 | 29               | 8                    |
| Жінки    | 40      | 9                  | 20               | 11                   |
| Разом    | 88      | 20                 | 49               | 19                   |